# Samodzielny Publiczny Zakład Opieki Zdrowotnej MSW z Warmińsko-Mazurskim Centrum Onkologii w Olsztynie
Szpital Kliniczny Ministerstwa Spraw Wewnętrznych i Administracji z Warmińsko-Mazurskim Centrum Onkologii w Olsztynie – kompleks szpitalny położony niedaleko Lasu Miejskiego w Olsztynie, obok drogi krajowej nr 51. W Szpitalu mieści się Warmińsko-Mazurskie Centrum Onkologiczne. Szpital współpracuje z Collegium Medicum Uniwersytetu Warmińsko-Mazurskiego w Olsztynie w zakresie kształcenia oraz prowadzenia badań naukowych. Na dachu budynku znajduje się lądowisko helikopterów, umożliwiające szybkie przekazanie pacjentów ze śmigłowca do SOR.

## Oddziały szpitalne
- Klinika Onkologii i Immunoonkologii
- Oddział Dzienny Terapii Onkologicznej
- Oddział Kliniczny Hematologii i Chorób Wewnętrznych z Ośrodkiem Transplantacji Szpiku
- Oddział Kliniczny Chirurgii Ogólnej z Pododdziałem Chirurgii Piersi
- Klinik Chirurgii Onkologicznej
- Oddział Ortopedii, Traumatologii i Onkologii Narządu Ruchu
- Oddział Chorób Wewnętrznych, Gastroenterologii i Kardiologii Onkologicznej
- Oddział Ginekologii Onkologicznej i Uroginekologii
- Oddział Anestezjologii i Intensywnej Terapii
- Oddział Neurologii z Pododdziałem Udarowym
- Klinika Radioterapii
- Kliniczny Szpitalny Oddział Ratunkowy
- Klinika Urologii i Onkologii Urologicznej

## Działy i Zakłady
- Zakład Diagnostyki Obrazowej
- Medyczne Laboratorium Diagnostyczne
- Zakład Radioterapii
- Zakład Endoskopii
- Zakład Usprawnienia Leczniczego
- Zakład Usług Psychologicznych
- Zakład Patomorfologii 
  - Pracownia Cytogenetyki

## Poradnie specjalistyczne
- Poradnia Ortopedyczna
- Poradnia Chirurgii Ogólnej
- Poradnia Chirurgii Onkologicznej – Chirurgia Piersi
- Poradnia Chirurgii Onkologicznej
- Poradnia Neurologiczna
- Poradnia Okulistyczna
- Poradnia Endokrynologiczna
- Poradnia Gastroenterologiczna
- Poradnia Kardiologiczna
- Poradnia Otolaryngologiczna
- Poradnia Rehabilitacyjna
- Poradnia Logopedii
- Poradnia Ginekologiczna
- Poradnia Zdrowia Psychicznego
- Poradnia Urologiczna
- Poradnia Chemioterapii
- Poradnia Onkologiczna
- Poradnia Radioterapii
- Poradnia Genetyczna

## Współpraca z Collegium Medicum Uniwersytetu Warmińsko-Mazurskiego
Na terenie szpitala funkcjonują katedry i kliniki uniwersyteckie: Katedra Chirurgii; Katedra Onkologii; Katedra Chirurgii Ogólnej, Mało inwazyjnej i Wieku Podeszłego.